# NGC 6863
NGC 6863 — группа звёзд в созвездии Орёл.
Этот объект входит в число перечисленных в оригинальной редакции «Нового общего каталога».